# Benno Stein

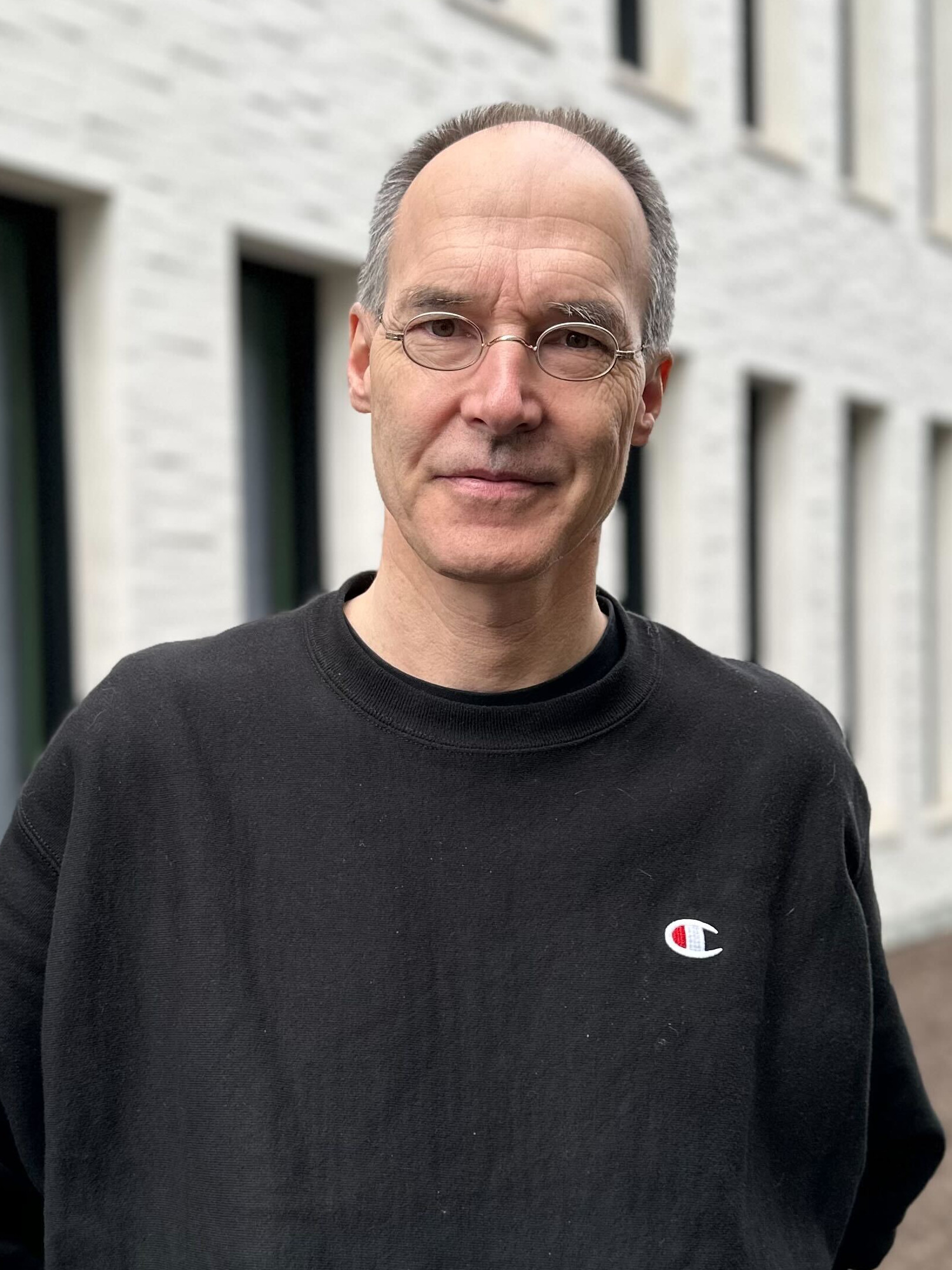

Benno Maria Stein ist ein deutscher Informatiker und Professor für Intelligente Informationssysteme an der Bauhaus-Universität Weimar.
Er studierte von 1984 bis 1989 an der Universität Karlsruhe. Seine Dissertation reichte er 1995 in Universität Paderborn ein, wobei er auch den Preis für die beste Dissertation erhielt. Im Anschluss habilitierte er sich 2002 ebenda.
Stein verbrachte Forschungsaufenthalte bei IBM Deutschland und am ICSI in Berkeley. Er ist Initiator und Mitvorsitzender des Excellence-Netzwerks und Evaluationslabors PAN (Plagiarism Analysis, Authorship Identification, and Near-Duplicate Detection), das sich auf digitale Textforensik mit Schwerpunkt auf Autoranalyse, Profiling und Wiederverwendungserkennung konzentriert.
Darüber hinaus ist Stein Mitbegründer und Sprecher des Digital Bauhaus Lab Weimar, eines interdisziplinären Forschungszentrums für Informatik, Kunst und Ingenieurwissenschaften. 1996 gründete er Art Systems Software mit, ein Unternehmen für Simulationstechnologie in der Fluidtechnik.

## Publikationen (Auswahl)
- Dissertation: Functional models in configuration systems, 1995, Online
- Habilitation: Model construction in analysis and synthesis tasks, 2001, Online